# Ayoub El Harrak
Ayoub El Harrak (28 januari 1999) is een Belgisch voetballer van Marokkaanse oorsprong. Hij speelt als middenvelder bij URSL Visé.

## Clubcarrière
El Harrak genoot zijn jeugdopleiding bij KAS Eupen. Op 19 mei 2018 liet toenmalig Eupen-trainer Claude Makélélé hem debuteren op het hoogste niveau in de Play-off 2-wedstrijd tegen KFCO Beerschot Wilrijk, waar hij in de 85e minuut mocht invallen voor Jean Thierry Lazare Amani. In juni 2019 ondertekende hij een profcontract tot 2021 bij Eupen.
In augustus 2020 ondertekende El Harrak, die bij Eupen nooit verder kwam dan zijn invalbeurt tegen Beerschot Wilrijk, een contract voor drie seizoenen bij URSL Visé.

## Clubstatistieken
| Seizoen         | Club            | Land            | Competitie         | Competitie | Competitie | Beker | Beker | Supercup | Supercup | Europees | Europees | Totaal | Totaal |
| Seizoen         | Club            | Land            | Competitie         | Wed.       | Dlp.       | Wed.  | Dlp.  | Wed.     | Dlp.     | Wed.     | Dlp.     | Wed.   | Dlp.   |
| --------------- | --------------- | --------------- | ------------------ | ---------- | ---------- | ----- | ----- | -------- | -------- | -------- | -------- | ------ | ------ |
| 2017/18         | KAS Eupen       | Vlag van België | Jupiler Pro League | 1          | 0          | 0     | 0     | —        | —        | —        | —        | 1      | 0      |
| 2018/19         | KAS Eupen       | Vlag van België | Jupiler Pro League | 0          | 0          | 0     | 0     | —        | —        | —        | —        | 0      | 0      |
| 2019/20         | KAS Eupen       | Vlag van België | Jupiler Pro League | 0          | 0          | 0     | 0     | —        | —        | —        | —        | 0      | 0      |
| 2020/21         | URSL Visé       | Vlag van België | Eerste nationale   | 2          | 0          | 2     | 0     | —        | —        | —        | —        | 4      | 0      |
| Carrière totaal | Carrière totaal | Carrière totaal | Carrière totaal    | 3          | 0          | 2     | 0     | 0        | 0        | 0        | 0        | 5      | 0      |

Bijgewerkt op 23 februari 2021.